# Día Internacional contra la Homofobia, la Transfobia y la Bifobia
El Día Internacional contra la Homofobia, Transfobia y Bifobia (en inglés: International Day Against Homophobia, Biphobia and Transphobia, IDAHOBIT) ocurre cada 17 de mayo. Entre otras cosas, principalmente conmemorar la eliminación de la homosexualidad de la lista de enfermedades mentales por parte de la Organización Mundial de la Salud (OMS), hecho que ocurrió el 17 de mayo de 1990, durante la 43.ª Asamblea Mundial de la Salud realizada en Ginebra. También en este día se celebra la despatologización de la identidad de género de las personas transgénero y transexuales. Su objetivo principal es el de coordinar todo tipo de acciones que sirvan para denunciar la discriminación, la violencia y el hostigamiento de la que son víctimas las personas homosexuales, bisexuales,  transgénero y transexuales, y para hacer avanzar sus derechos en todo el mundo. En 2015 se incorporó la bifobia al nombre de la campaña.

## Historia

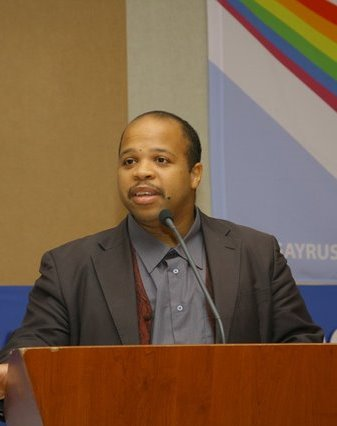
Louis-Georges Tin, fundador del Día Internacional contra la Homofobia, la Transfobia y la Bifobia

El día se ideó en 2004. Después de una campaña que duró un año, se celebró por primera vez en 2005, con actividades en muchos países, que incluyeron acciones militantes LGBT en países como la República Democrática del Congo, China o Bulgaria. El día es coordinado mundialmente por el Comité IDAHO, con sede en París, fundado por el académico Louis-Georges Tin.
En la actualidad, 64 países en el mundo criminalizan la homosexualidad, condenando los actos sexuales consentidos entre personas del mismo sexo con penas de prisión. En al menos cinco de esos países (Mauritania, Irán, Sudán, Arabia Saudí y Yemen, además de algunas zonas de Nigeria y de Somalia) se mantiene para estos casos la pena de muerte. El número de esos países cambia continuamente, ya que algunos países dejan de criminalizar la homosexualidad mientras otros instauran nuevas leyes que la condenan.
La discriminación basada en la orientación sexual y en la identidad de género no está oficialmente reconocida por muchos de los Estados miembros de las Naciones Unidas, a pesar de que organismos de derechos humanos, como el Comité de Derechos Humanos, han condenado repetidamente este tipo de discriminación. Por otra parte, la transexualidad ya no se encuentra catalogada como trastorno mental en el DSM V, la quinta edición del Manual diagnóstico y estadístico de los trastornos mentales, publicado por la Asociación Psiquiátrica Norteamericana, donde aparece la disforia de género.
Hacia 2021 más de 130 países reconocen y conmemoran el Día Internacional contra la Homofobia, la Transfobia y la Bifobia.

## Reconocimiento oficial

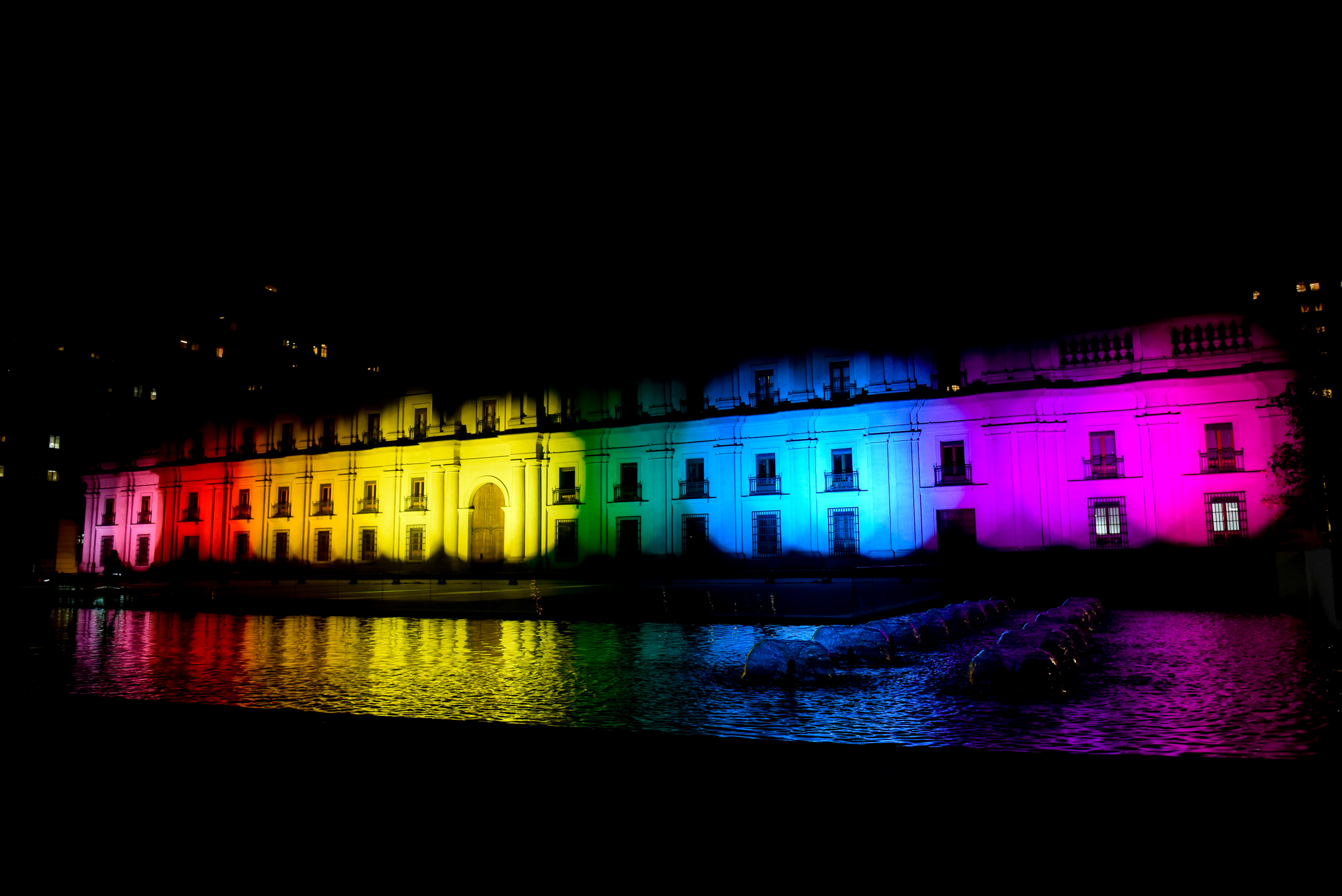
El Palacio de La Moneda en Santiago de Chile iluminado con los colores de la bandera LGBT para el Día Internacional contra la Homofobia, la Transfobia y la Bifobia de 2017.

El Consejo de Europa ha mostrado su apoyo a esta conmemoración. El 26 de abril de 2007, el Parlamento Europeo adoptó una declaración escrita proclamando el 17 de mayo como el Día Internacional contra la Homofobia.
En 2010, Lula da Silva, entonces presidente de Brasil, firmó un acta que instituyó el 17 de mayo como Día Nacional contra la Homofobia en su país.
En 2011, mediante el Decreto Supremo N.º 1022 (26 de octubre de 2011), Bolivia declara en todo el territorio del Estado Plurinacional el 17 de mayo de cada año como el Día de Lucha contra la Homofobia y Transfobia.
En 2013 este día conmemorativo se celebró en más de 100 países. También es reconocido oficialmente por numerosos países, autoridades locales e instituciones internacionales
El 21 de marzo de 2014 México declaró, mediante Decreto Presidencial, el 17 de mayo como el Día Nacional de la Lucha Contra la Homofobia.
En 2016, la Asamblea Nacional de Venezuela decretó el 17 de mayo como Día Internacional contra la Homofobia, la Transfobia y la Bifobia, pero el Tribunal Supremo de Justicia inhabilitó esa sesión entre otras, dejando sin efecto la declaratoria. En 2021 se estableció la misma fecha como Día Nacional Contra el Odio, la Discriminación por Orientación Sexual, Identidad de Género y Expresión de Género.
En 2023, líderes como Katrín Jakobsdóttir, primera ministra de Islandia junto con otras personalidades europeas, emitieron una declaración conjunta antes del Día Internacional contra la Homofobia, la Transfobia y la Bifobia. La declaración enfatizó:
- La preocupación por el aumento del discurso de odio, la discriminación y la violencia contra las personas LGBTI en Europa.
- La importancia de proteger y apoyar el trabajo esencial de los defensores de los derechos humanos y actores de la sociedad civil LGBTI.
- La necesidad de demostrar liderazgo político y promover prácticas nacionales que inspiren políticas europeas para avanzar en la igualdad.

## Campañas

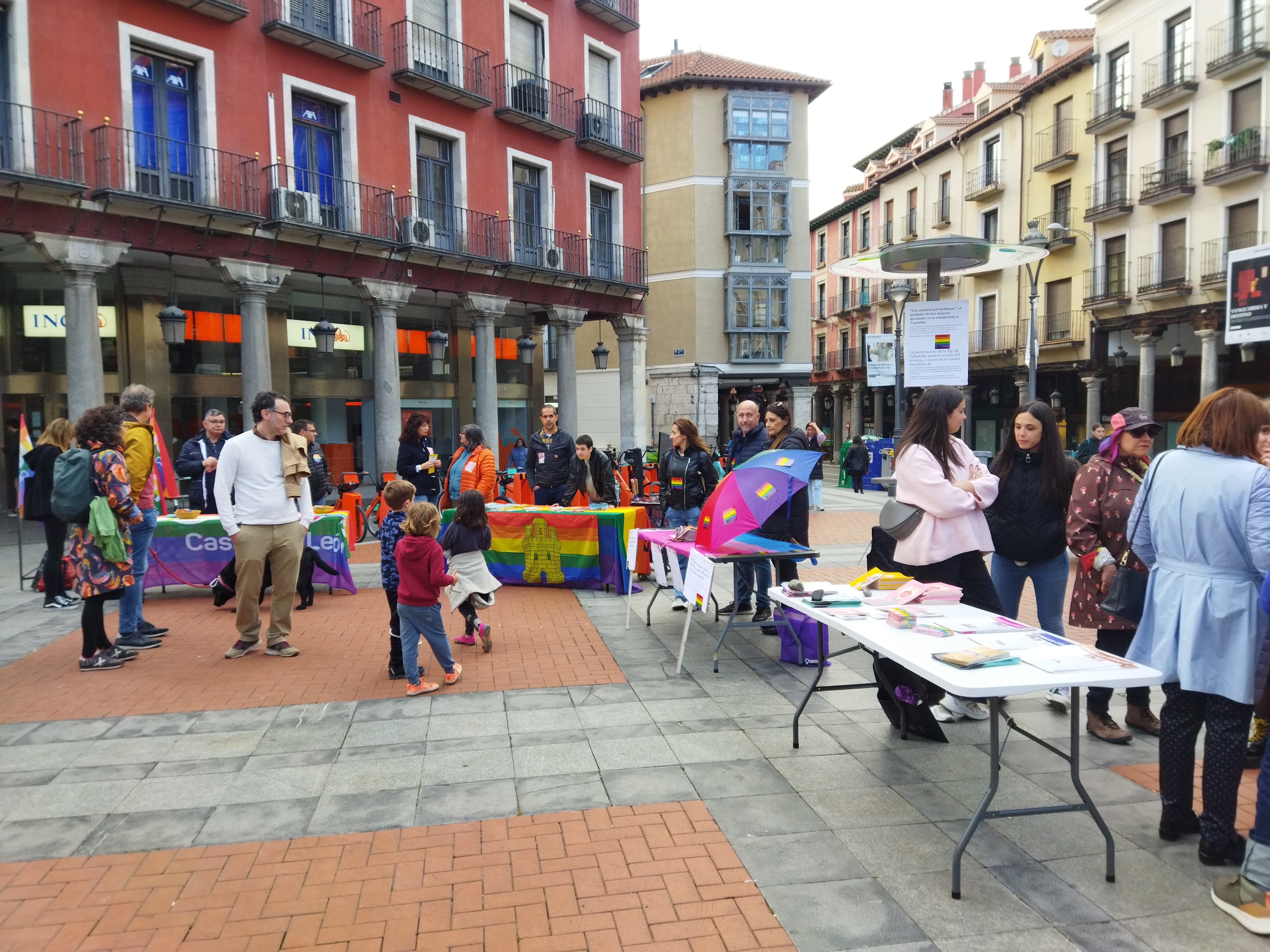
Acto en la plaza Fuente Dorada de Valladolid por el día internacional contra la LGBTIfobia

En 2005 el IDAHOT se celebró en más de 40 países, desde Francia hasta Hong Kong. Se pusieron en marcha una gran variedad de iniciativas, que fueron ampliamente cubiertas por los medios de comunicación. En Irán, a pesar de la brutal homofobia gubernamental, se habló de IDAHOT en numerosos blogs de Internet y miles de correos electrónicos. En Kiev (Ucrania), se soltó un enorme globo con la inscripción: “Di NO a la homofobia”.

## Temas
- 2004-2005: For the Recognition of an International Day Against Homophobia (IDAHO) ("Por el reconocimiento de un Día Internacional contra la Homofobia")
- 2005-2006: For a Universal Decriminalisation of Homosexuality ("Por una descriminalización universal de la homosexualidad")
- 2006-2007: No to Homophobia, Yes to Education ("No a la homofobia, sí a la educación")
- 2007-2008: No more Lesbophobia ("No más lesbofobia")
- 2008-2009: Against Transphobia and for the Respect of Gender Identity ("Contra la transfobia y por el respeto de la identidad de género")
- 2008-2011: Religions, Homophobia, Transphobia (Global Kiss-In; Cures That Kill) ("Religiones, homofobia, transfobia (Beso Global; Curas que matan)")
- 2011-2012: Fighting Homophobia in and through Education ("Luchemos contra la homofobia en y a través de la educación")
- 2012-2013: The Global Rainbow Flashmob
- 2014: Libertad de expresión
- 2015: Juventud LGBT
- 2016: Salud Mental y Bienestar
- 2017: Familias
- 2018: Solidaridad y Alianzas
- 2019: Justicia y protección para todos
- 2020: Rompiendo el silencio
- 2021: Juntos: ¡resistiendo, apoyando, sanando!
- 2022: Nuestros cuerpos, nuestras vidas, nuestros derechos
- 2023: Juntos siempre: unidos en la diversidad